# Metropolitan Life Insurance Company Tower
De Metropolitan Life Insurance Company Tower is een wolkenkrabber bij Madison Square in de Amerikaanse stad New York. Het gebouw is 213,36 meter hoog met 50 verdiepingen. Het is gebouwd tussen 1907 en 1909 en ontworpen door Napoleon LeBrun & Sons. De architecten lieten zich inspireren door de Campanile van Venetië.
Het gebouw was van 1909 tot en met 1913 het hoogste gebouw ter wereld, maar werd in 1913 door het Woolworth Building onttroond.

## Ontwerp
Het gebouw is een latere toevoeging aan het originele 11 verdiepingen hoge kantoorgebouw dat in 1893 werd voltooid. De toren begint met een voet, waarna de schacht volgt. Daarna komt een kapiteel, dat weer gevolgd wordt door een piramidevormige spits, met koepel en lantaarn.
Het gebouw bevat aan iedere zijde een klok, elk met een diameter van 8 meter. Ieder cijfer op de klok is 1,2 meter groot. Het originele gebouw was bedekt met Tuckahoe-marmer, maar dit werd tijdens de renovatie in 1964 vervangen door kale kalksteen. Ook het originele kantoorgebouw werd met nieuwe kalksteen bedekt, waardoor veel details verloren gingen en het gebouw een modern uiterlijk kreeg.
Een restauratie van drie jaar aan de buitenkant van het gebouw eindigde in 2002, waarbij een nieuw automatisch systeem werd toegevoegd dat de top 's nachts in meerdere kleuren verlicht. De kleuren veranderen en wijzen soms op belangrijke feestdagen of gebeurtenissen.

## Galerij

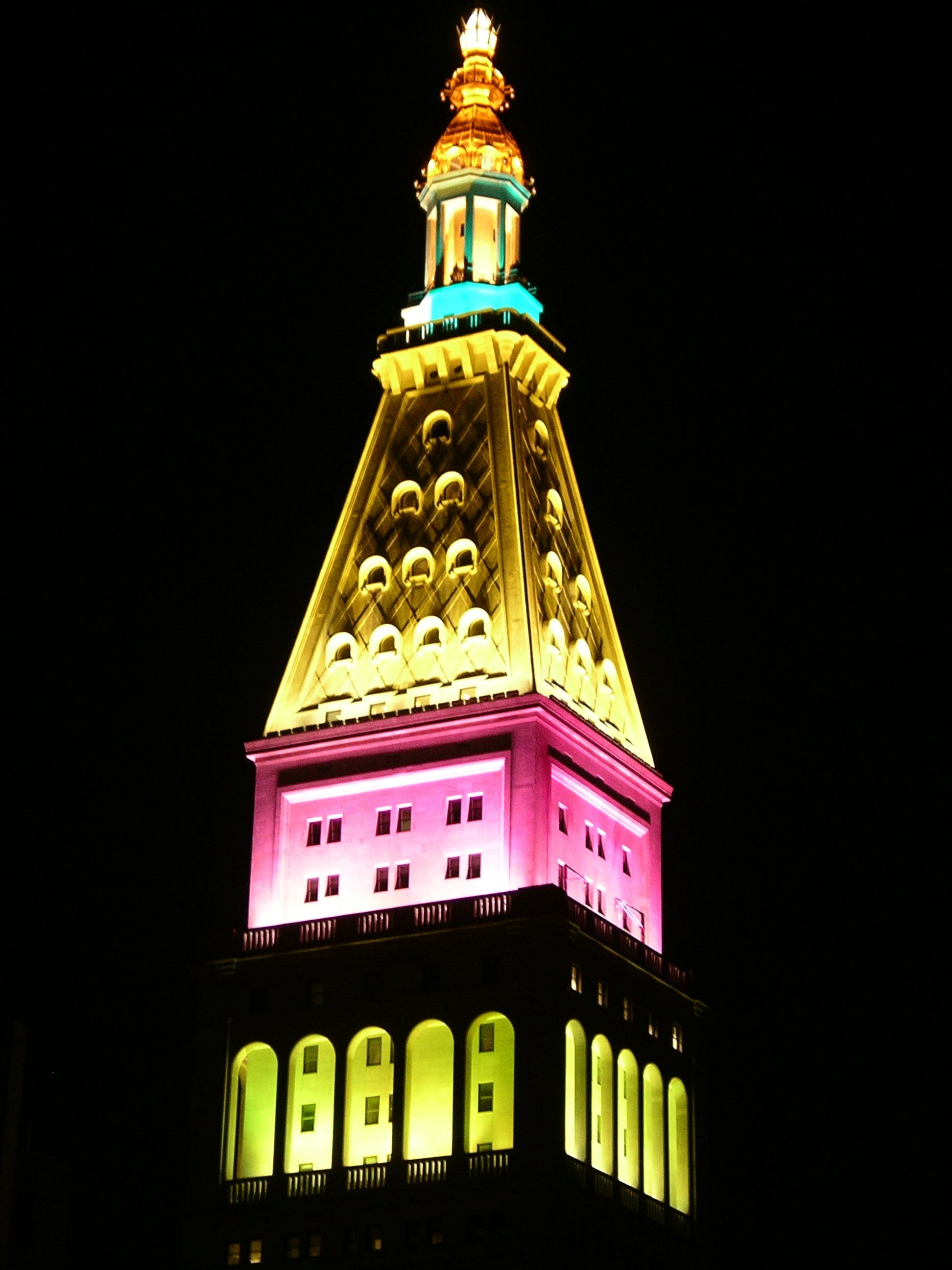
De toren in januari 2007
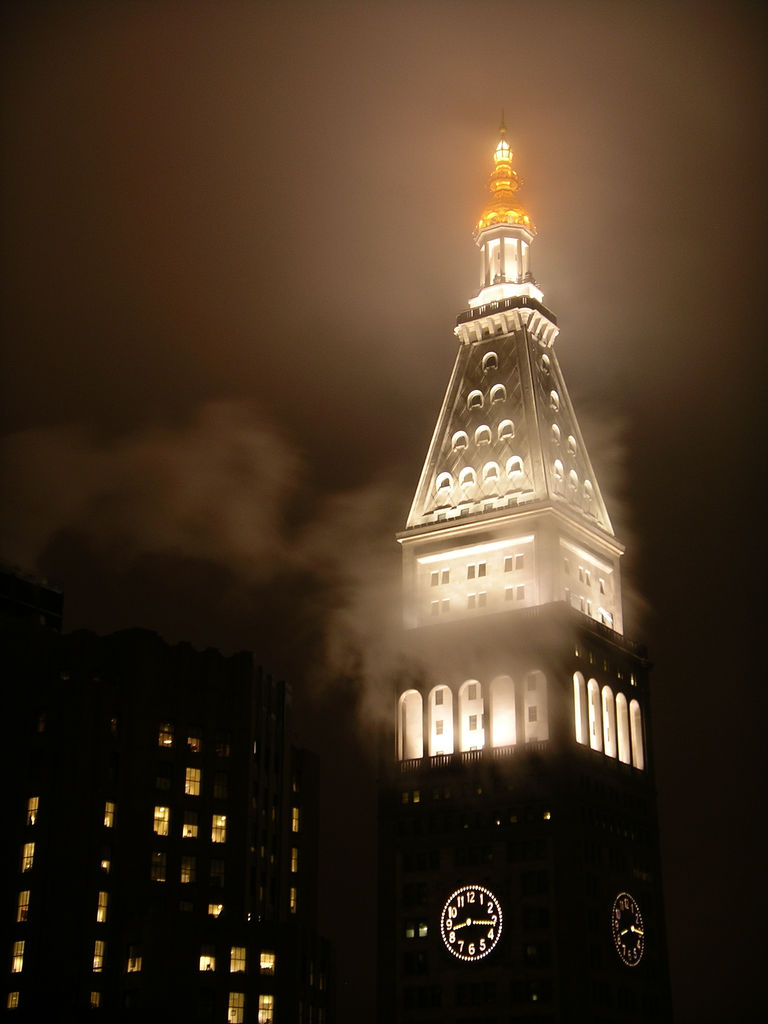
Januari 2006
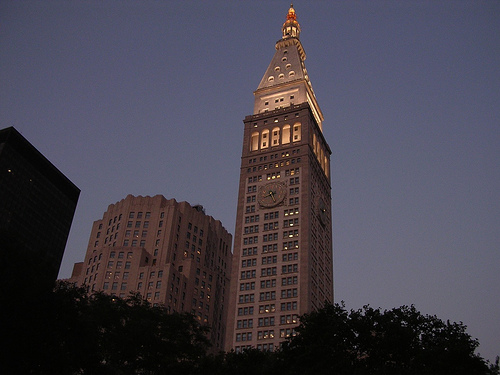
Juli 2003